# Les Rita Mitsouko

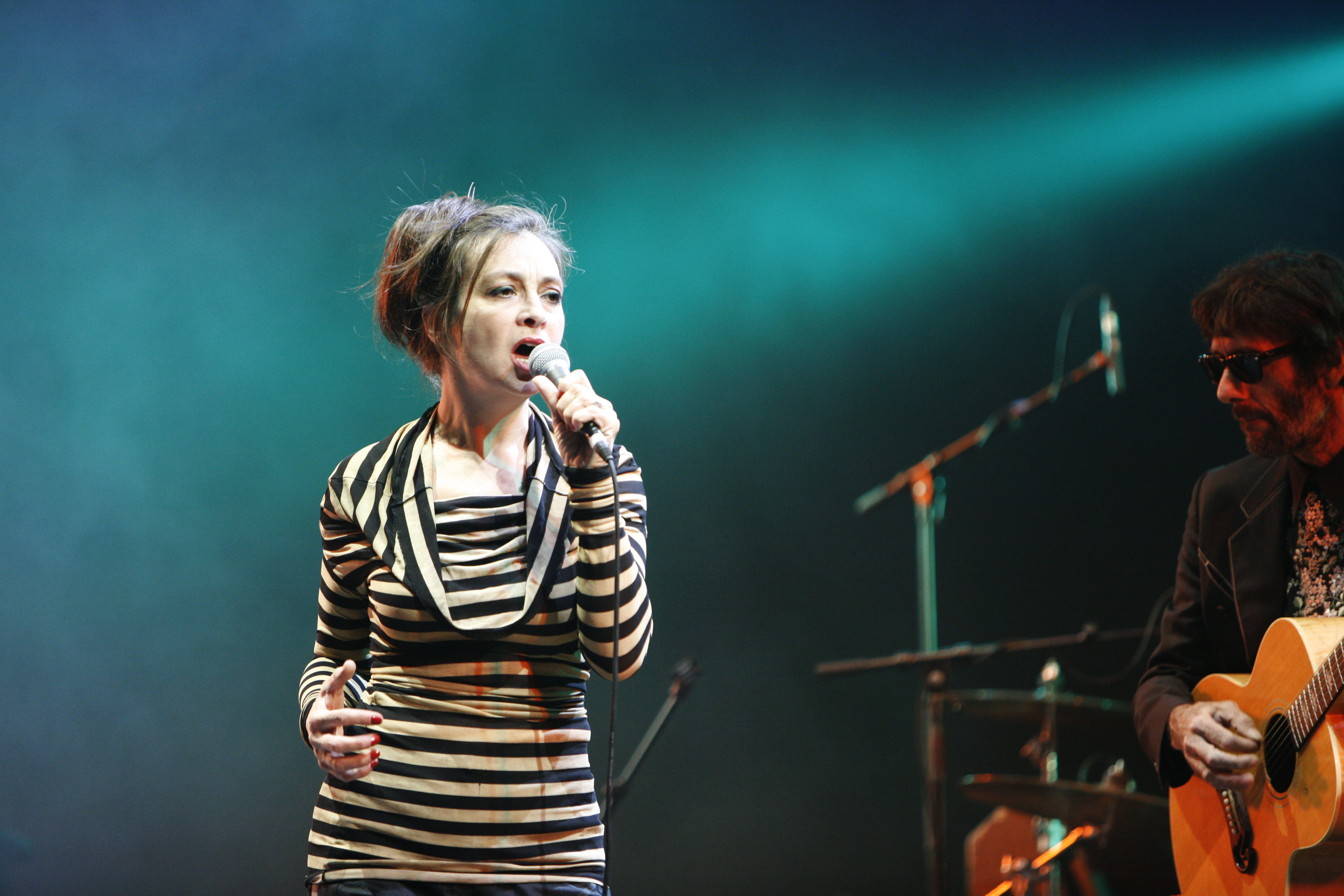
Les Rita Mitsouko 2007

Les Rita Mitsouko var en fransk duo bestående av Catherine Ringer och Frédéric Chichin. Duon hade stora framgångar inom populärmusiken med många hits under 1980- och 1990-talet. Musiken beskrivs som en blandning av rock, funk och fusion. Fred Chichin avled i november 2007.

## Karriär
Catherine Ringer föddes den 18 december 1957 och växte upp i ett kreativt hem där modern var arkitekt och fadern artist. Hon upptäckte musik när hon var liten och lärde sig tidigt att spela ett flertal instrument. Dock var hon inte så motiverad i skolan, och lämnade den så tidigt hon kunde för att utvecklas inom teater. Efter att ha fått viss erfarenhet inom film och teater gick Ringer vidare till dansprojekt och därifrån till sång med hjälp av låtskrivaren Yannis Xénakis.
Frédéric Chichin, oftast kallad Fred, föddes den 28 april 1954, som son till en byggarbetsledare och en hemmafru. Hans föräldrar var passionerade filmälskare men Freds stora intresse var musik, framför allt trummor och gitarr. Även Chichin var ointresserad av skolan och försörjde sig med ett tillfälligt arbete så fort han slutade. Efter en jorden-runt-resa där han liftade sig runt kom han tillbaka till Paris och intresserade sig för elektronisk musik. Han började studera vid det experimentella musikcentret i Vierzon som drevs av Nicolas Frize, ansedd som ett musikgeni. Efter detta fortsatte han till rockmusik och bildade ett antal grupper, bland annat Gazoline.
Ringer och Chichin träffades 1979, när båda var med i samma musikal i en Paris-förort. De gillade varandra genast och började i ett antal band. Snabbt insåg de att de hellre jobbade som duo än i band, och gruppen Les Rita Mitsouko var född. De första låtarna skrevs kring köksbordet och de uppträdde på lokala barer. I början på 80-talet fick de rykte om sig att vara ett mycket bra liveband inom den alternativa musikscenen och både deras texter och vilda liveframträdande livade upp Frankrikes musikindustri.
1981 kom Les Rita Mitsoukos debutsingel, för Virgin Records, som blev en flopp. Gruppens debutalbum, som hette Rita Mitsouko, spelades in i Tyskland i april 1984. Deras första hit Marcia Baïla kom från detta album. Låten blev en hit 1985 och blev en av de mest spelade på radio i Frankrike och musikvideon räknas också till en av de mest kända franska musikvideorna. Deras följande album, The No Comprendo, kom 1985 och en av låtarna var ledmotiv i Josiane Balaskos film Nuit d'ivresse. Från The No Comprendo kom tre hitsinglar och många fans anser detta vara gruppens bästa skiva. Med detta album bakom sig började Les Rita Mitsouko turnera i USA och fick stora framgångar på New Yorks klubbscen.

## Diskografi
- 1984 – Rita Mitsouko
- 1986 – The No Comprendo
- 1988 – Marc & Robert
- 1993 – Système D
- 2000 – Cool Frénésie
- 2002 – La Femme trombone
- 2007 – Variéty

### Allmänna källor
- www.rfimusique.com
- www.ritamitsouko.com